# Masten (restaurang)

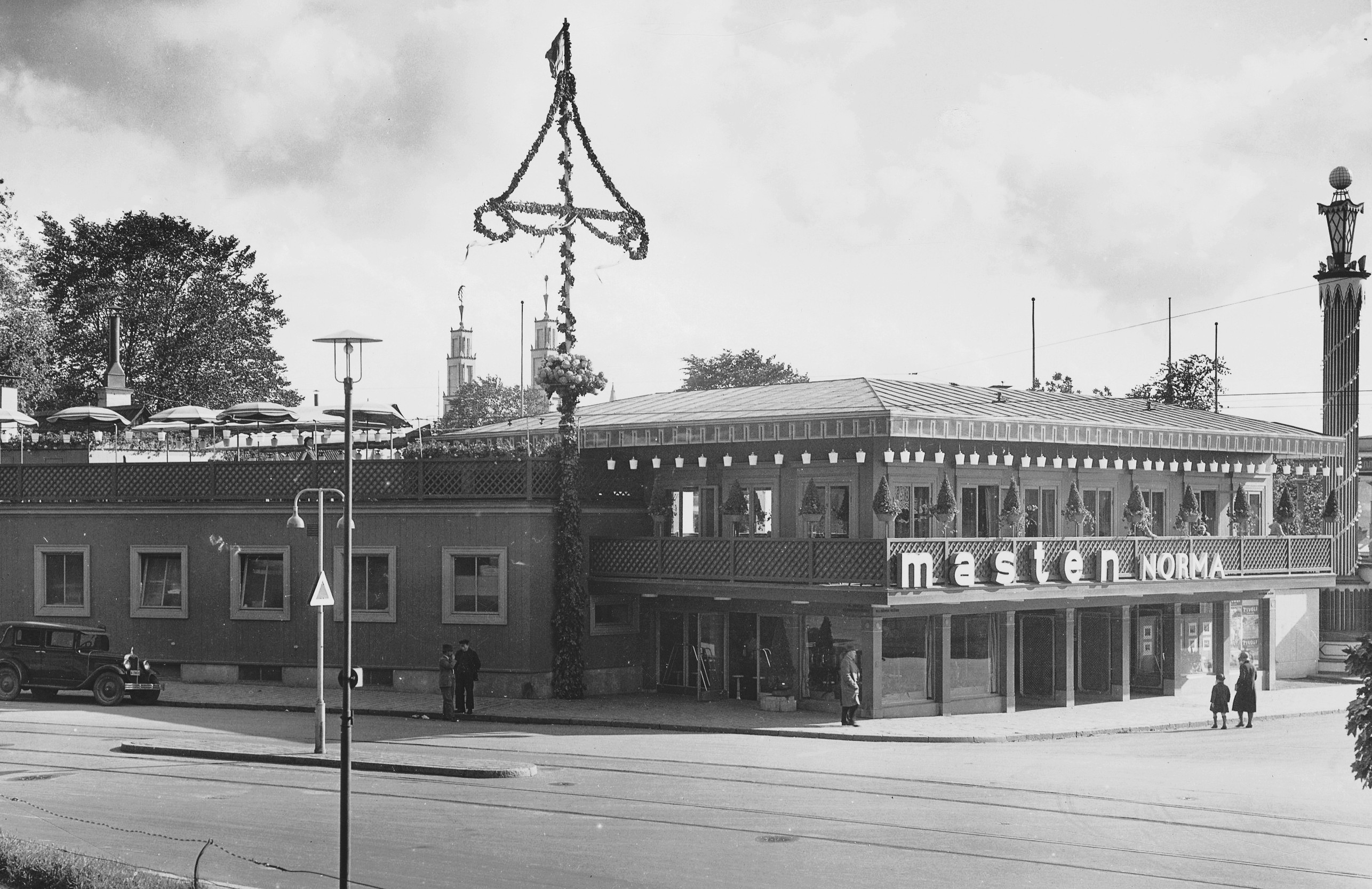
Restaurang "masten" på 1930-talet.

Restaurang Masten var ett av restaurangkedjan Normas matställen som låg under 1930- och 1940-talen i hörnet Allmänna gränd / Djurgårdsvägen på Södra Djurgården i Stockholm.

## Beskrivning
På sommaren 1930 öppnade Normas nya restaurang i hörnet Allmänna gränd / Djurgårdsvägen med Bellmanhuset som närmaste granne. Det nya matstället fick namnet "masten", efter kvarteret Masten där det uppfördes. På platsen fanns några äldre träbyggnader med konditoriet "Tre Liljor", en cigarraffär och enkel ölservering. Kvarteret Masten hette tidigare Trädgården och är idag en del av fastigheten Djurgården 1:35, alltså Gröna Lund.
Under rubriken Stor Normarestaurang på Djurgården skrev Svenska Dagbladet av den 19 oktober 1929 bland annat: ”Istället för den anspråkslösa ölservering, som den gamla byggnaden innehöll, skall den nya ge rum för en modern folkrestaurang av betydande mått […] hela byggnadskomplexet kommer att röra sig om en kostnad på 200 000 kr.” Slutkostnaden blev 250 000 kronor.
Norma och dess direktör Jonas Folcker träffade ett avtal med Stockholms stad om ett 20-årigt hyreskontrakt för tomten. Därefter skulle byggnaden tillfalla staden utan ersättning. Masten ritades av arkitekt Kjell Westin i tidig funktionalism, som så många andra av Normas restauranger. Restaurangen hade en stor kringbyggd trädgård och en takterrass. Serveringslokalen med en lång, om hörnet gående balkong låg på övre våningsplanet. På balkongräcket stod restaurangens namn ”masten” i gemena och något mindre ”Norma” i versaler. 
Väggarna i baren på bottenvåningen var dekorerade med målningar utförda av den då unga konstnärinnan Zoia som valde motiv visande Djurgårdens historia från 1700-talet till idag. I gatuplanet fanns även en av Gröna Lunds entréer. Vid invigningen den 19 juni 1930 kostade en lunch från 1:- kr och en middag från 1:25 kr. I en annons kunde man läsa ”…särskilda anordningar äro vidtagna för åstadkommande av snabbast möjliga servering…”. Lokalen var disponerad att kunna ta emot 600 gäster samtidigt. 
Första året besöktes stället av över 300 000 personer. Ibland fick de stå i kö för att komma in. Men lönsamheten var enigt Folcker ändå dålig och konkurrensen från de omgivande spritrestaurangerna hård. Man sökte tillstånd för att utöka trädgårdsserveringen in i Bellmanhusets bakgård, vilket nekades. Stockholms skönhetsråd menade bland annat att "... de av kafébolaget föreslagna planteringar och arkitektoniska anordningar [...] skulle komma att i grund förstöra den ålderdomliga miljön".

## Mastens vidare öden
Masten upphörde efter 20 år omkring 1950, men någon form av restaurangrörelse fortsatte. Här låg bland annat restaurangen "Texas" på 1960-talet. Texas (ibland kallad "Texas bar" eller "Texas terrassen") öppnade 1959 i krögaren Erik "Kirre" Danielssons regi. Numera är huset en del av Gröna Lund och någon servering finns inte längre. I Mastens trädgård ligger "Tuff-Tuff Tåget", en berg- och dalbana för de minsta.

## Galleri

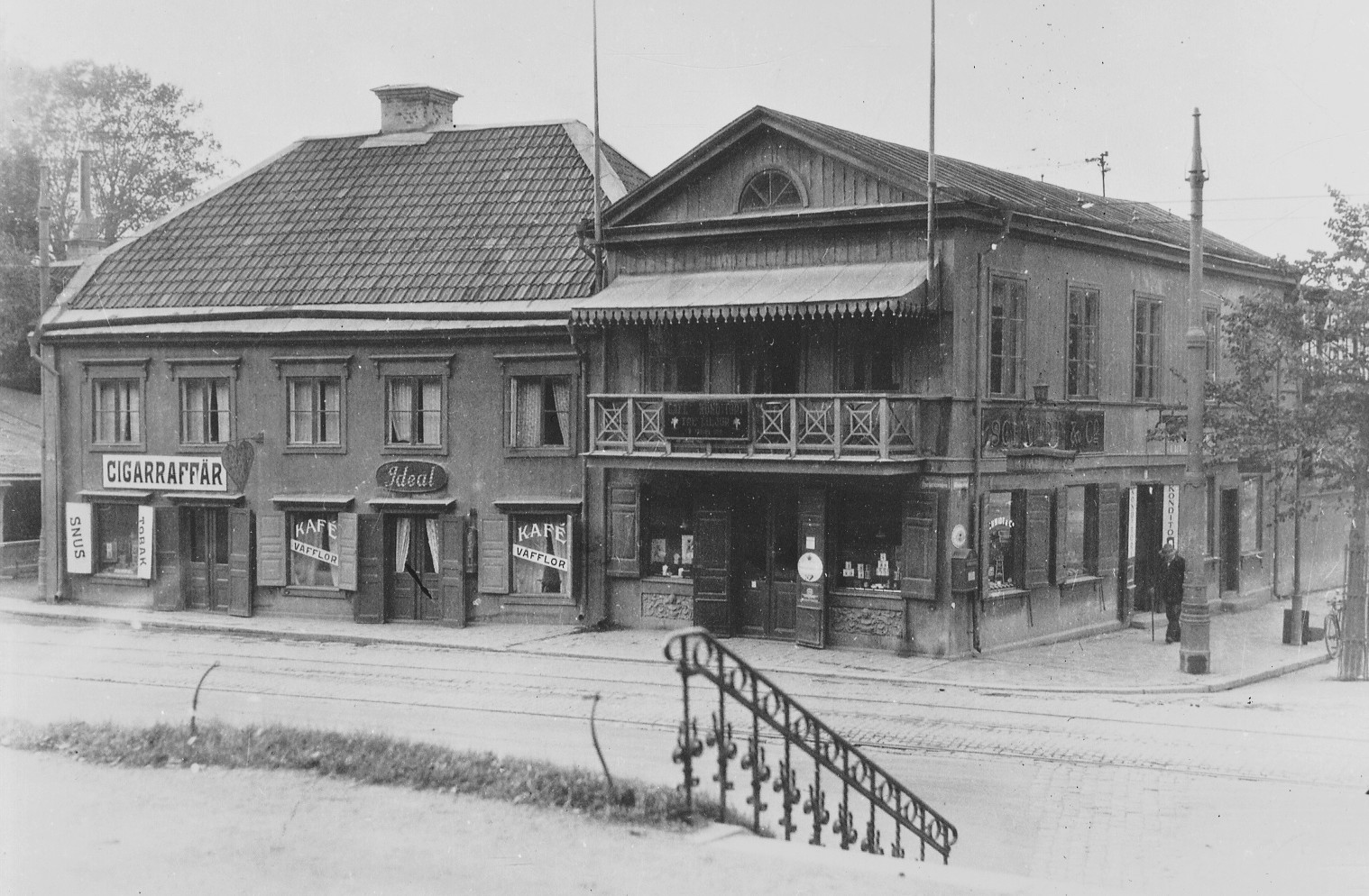
Bebyggelsen före 1929.
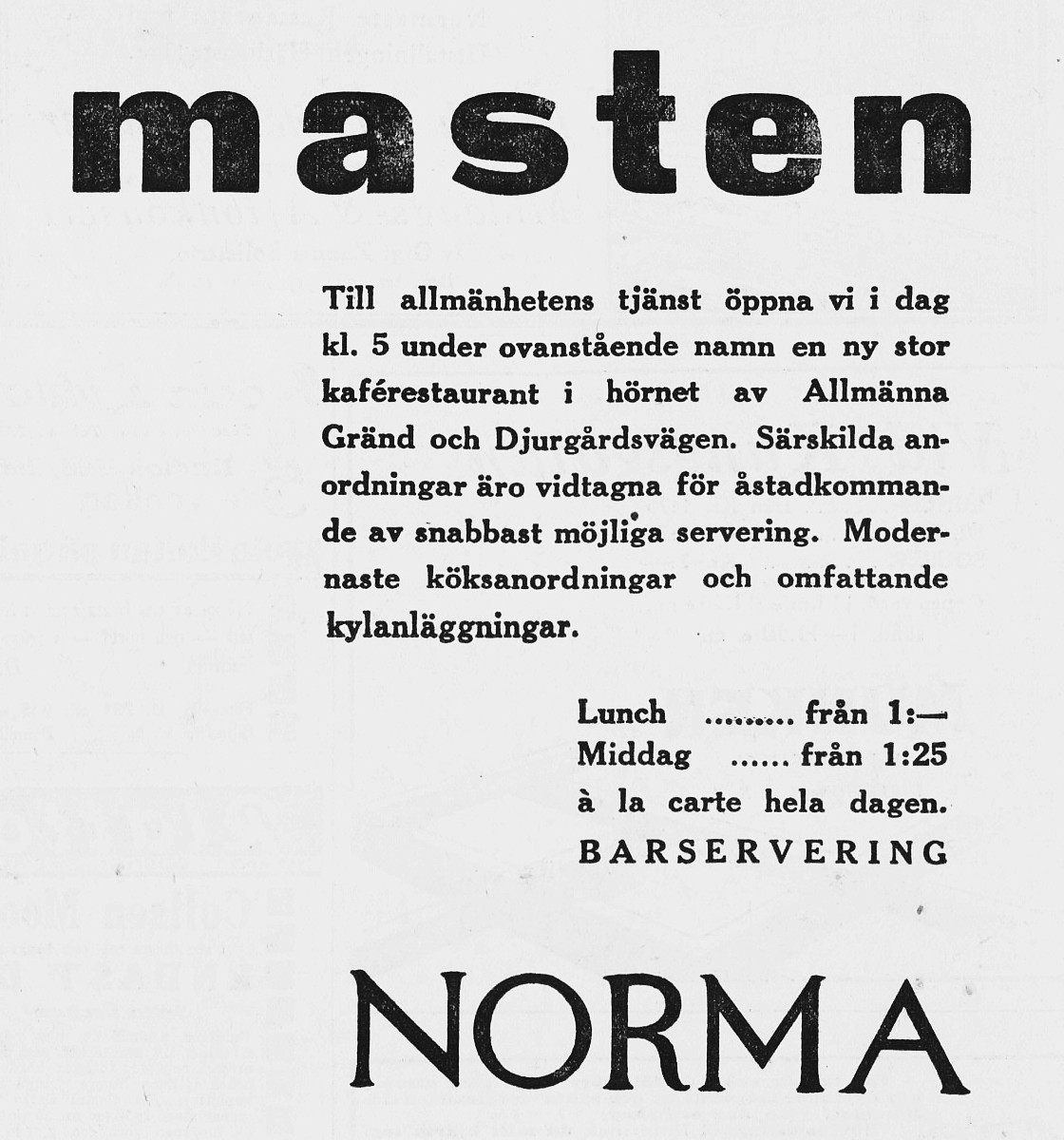
Invigningsannonsen juni 1930.
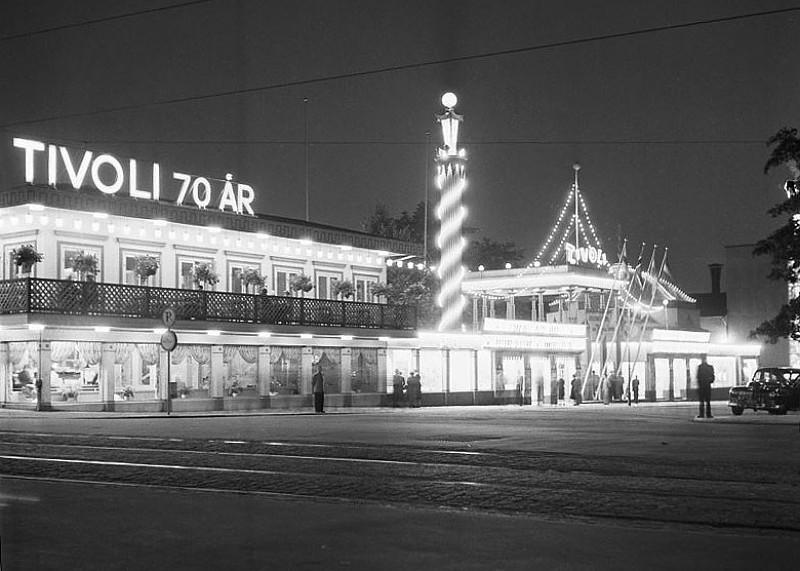
Platsen för "masten" 1953.
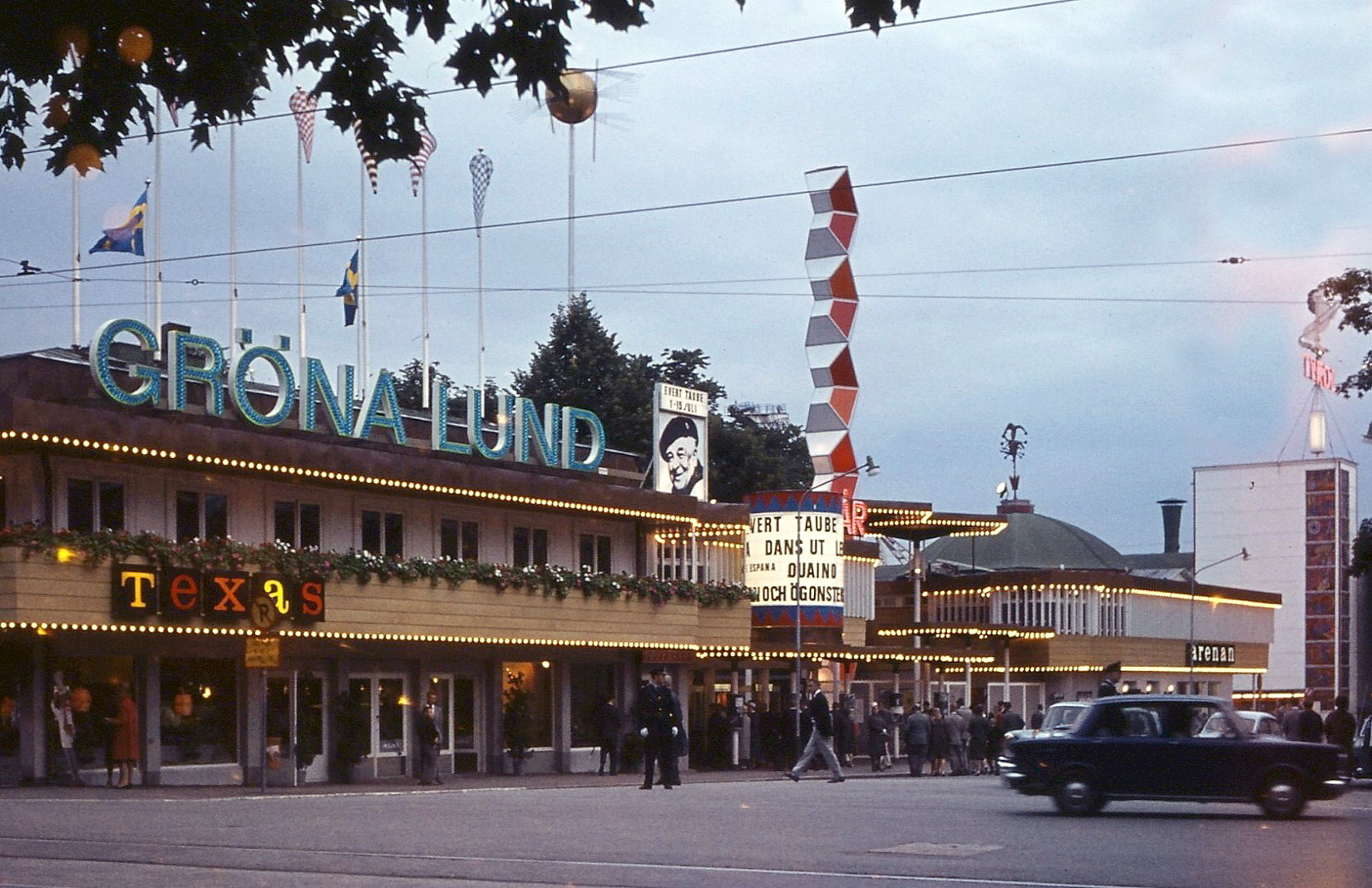
Restaurang "Texas" 1963.